# 奧地利的伊莉莎白 (1526-1545)
奧地利的伊莉莎白（德語：Elisabeth von Österreich，1526年7月9日—1545年6月15日），神聖羅馬皇帝斐迪南一世與安娜·雅蓋洛的長女。
1543年，伊莉莎白與波蘭國王齐格蒙特一世唯一的婚生子齐格蒙特·奥古斯特結婚。兩人的婚姻生活並不愉快：波蘭王后博娜·斯福爾扎不喜歡她，而齊格蒙特·奧古斯特經常與情婦芭芭拉·拉齊維烏在一起。1545年，伊莉莎白因癲癇去世，年僅18歲。齊格蒙特·奧古斯特於1547年娶芭芭拉為妻，隔年繼承波蘭王位。